# Vincenzo Fiore
Vincenzo Fiore (n. 12 februarie 1993, Solofra) este un profesor, jurnalist și scriitor italian.

## Biografie
Locuiește la Avellino, unde predă filosofie și istorie. În 2013, la vârsta de 20 de ani, a publicat primul său roman Io non mi vendo, tradus în limba albaneză exact zece ani mai târziu. În 2014 a fost ales de Franco Dragone pentru a scrie o povestire despre Cairano, satul său de origine. Fiore scrie astfel povestirea „Esilio metafisico”, publicată mai întâi în paginile cotidianului Il Mattino și ulterior în volumul colectiv Cairano. Relazioni felicitanti.
În 2016, Fiore a publicat romanul filosofic Nessun titolo, unde sunt conturate trăsături ale gândirii sale: de la nihilism la critica sistemului capitalist, până la conceptul de „moarte a omului”. În 2023, Fiore revine la publicistica narativă cu romanul Storia di Sorana, o frescă a dramei copiilor din Ferentari în România post-Ceaușescu.
Își începe activitatea jurnalistică în 2013 cu articole de filosofie, istorie și popularizare științifică, colaborând cu diverse cotidiane și reviste, printre care: Il Quotidiano del Sud și The Post Internazionale. Cu TPI inaugurează o rubrică de interviuri cu mari minți ale contemporaneității, intervievând astronauți, oameni de știință, filosofi, poeți, cantautori și refugiați politici[4]. O selecție de articole preluate din rubrica sa dă naștere volumului: Voci dal XXI secolo. Scienziati, filosofi e poeti rispondono a domande sul nostro tempo, text tradus apoi și în Brazilia în 2023.

## Filosofie
La început, Fiore își concentrează studiile asupra interpretărilor totalitare ale lui Platon din secolul al XX-lea, oprindu-se în special asupra documentelor istorice și uzurpărilor ideologice practicate de Germania nazistă și de Uniunea Sovietică. În 2017 a publicat eseul Platone totalitario la editura Historica.
Din 2018, producția sa se concentrează în special asupra filosofului român Emil Cioran. Fiore devine profesor și membru al „Proiectului de cercetare Cioran”, proiect coordonat de diverse universități europene. Publică prima monografie italiană completă Emil Cioran. La filosofia come de-fascinazione e la scrittura come terapia, prezentată la Salonul de Carte de la Torino în 2019, și ulterior traduce volumul de interviuri Ultimatum all'esistenza. Scrie articole, prefețe, recenzii și studii despre Cioran publicate în Italia, Franța, România și în America de Sud.
După ani de cercetări, găsește și publică în 2024 o colecție de scrisori nepublicate la nivel mondial, unde Cioran dialoghează cu câțiva mari intelectuali ai secolului XX printre care Samuel Beckett, Ernst Jünger, Gabriel Marcel, Carl Schmitt, Susan Sontag, Elie Wiesel, Marguerite Yourcenar, María Zambrano.

## Scrieri
- Il nulla per tutti. Lettere ai contemporanei, a cura di Vincenzo Fiore, Mimesis, Milano 2024.
- Storia di Sorana, Nulla Die, Piazza Armerina 2023.
- Emil Cioran. La filosofia della de-fascinazione e la scrittura come terapia, Nulla Die, Piazza Armerina 2018.
- Platone totalitario, Historica, Cesena 2017.
- Nessun titolo, Nulla Die, Piazza Armerina 2016.
- Esilio metafisico, in «Il Mattino», 22 giugno 2014, p. 43 (ripubblicato in AA. VV., Cairano. Relazioni felicitanti, Mephite, Avellino 2014, pp. 35-40).
- Io non mi vendo, Mephite, Avellino 2013.